# Hatlestrand
Hatlestrand este o localitate din comuna Kvinnherad, provincia Hordaland, Norvegia, cu o populație de 450 locuitori (2013).